# Paddfot
Paddfot (Asperugo procumbens) är en ettårig ört. Den kan knappast förväxlas med andra arter. Den ingår i släkten Asperugo och familjen Boraginaceae.
Örten är ettårig, 0,5 - 1 meter lång och växer nedliggande eller klänger med sina fina kroktaggar. Den har ensamma i bladvecken sittande små blå blommor.

## Utbredning
Den förekommer på norra halvklotet.
Paddfot förekommer i nästan hela Sverige men är sällsynt och saknas i flera landskap.
Den växer främst vid gårdarna eller i anslutning till odlad mark.

## Synonymer
- Riva